# Comitatul Xichuan
Comitatul Xichuan (în chineză: 淅川县; pinyin: Xīchuān Xiàn) este un comitat din sud-vestul provinciei Henan, China, învecinat cu provinciile Hubei la sud și Shaanxi la nord-vest. Se află sub administrarea orașului prefectoral Nanyang.
Xichuan are o suprafață de 2.798 km2 și o populație de 746,000 de locuitori. Atât lacul de acumulare Danjiangkou, cât și traseul central al capului de canal al proiectului de transfer al apei sud-nord sunt situate în Xichuan.

## Istorie
Prima capitală a statului Chu, Danyang⁠(d), a fost în Xichuan.

## Geografie
Xichuan este situat la sud de Muntele Funiu. Comitatul se întinde aproximativ 107 kilometri de la nord-vest la sud-est, cu o lățime de 46 de kilometri și o suprafață totală de 2.798 de km². Comitatul Xichuan este un teren în formă de potcoavă care iese spre sud-est în direcția nord-vest. Nord-vestul este o zonă de munte joasă, mijlocul este o zonă deluroasă, iar sud-estul o câmpie deluroasă și aluvionară. Lacul de acumulare Danjiangkou este situat în sudul comitatului. Părțile de nord și nord-vest ale comitatului aparțin părții de est a munților Qinling. Pe partea de sud a Munților Funiu, corpul muntos este aproximativ spre est-vest. Munții la aproximativ 900 de metri deasupra nivelului mării se întind de la nord la sud. În vestul și sud-vestul comitatului se află Munții Daba. Altitudinea vârfurilor de est și vest de la joncțiunea dintre Zoumaling și Hubei este de 1.033 de metri. Cel mai înalt vârf al comitatului are 1086 metri. Partea de est a lacului de acumulare Danjiangkou aparține marginii de sud-vest a bazinului Nanyang, este plată și are o formă de creastă.

## Clima
| Date climatice pentru Xichuan (2009–2020 normals, extremes 1981–2010) | Date climatice pentru Xichuan (2009–2020 normals, extremes 1981–2010) | Date climatice pentru Xichuan (2009–2020 normals, extremes 1981–2010) | Date climatice pentru Xichuan (2009–2020 normals, extremes 1981–2010) | Date climatice pentru Xichuan (2009–2020 normals, extremes 1981–2010) | Date climatice pentru Xichuan (2009–2020 normals, extremes 1981–2010) | Date climatice pentru Xichuan (2009–2020 normals, extremes 1981–2010) | Date climatice pentru Xichuan (2009–2020 normals, extremes 1981–2010) | Date climatice pentru Xichuan (2009–2020 normals, extremes 1981–2010) | Date climatice pentru Xichuan (2009–2020 normals, extremes 1981–2010) | Date climatice pentru Xichuan (2009–2020 normals, extremes 1981–2010) | Date climatice pentru Xichuan (2009–2020 normals, extremes 1981–2010) | Date climatice pentru Xichuan (2009–2020 normals, extremes 1981–2010) | Date climatice pentru Xichuan (2009–2020 normals, extremes 1981–2010) |
| Luna                                                                  | Ian                                                                   | Feb                                                                   | Mar                                                                   | Apr                                                                   | Mai                                                                   | Iun                                                                   | Iul                                                                   | Aug                                                                   | Sep                                                                   | Oct                                                                   | Nov                                                                   | Dec                                                                   | Anual                                                                 |
| --------------------------------------------------------------------- | --------------------------------------------------------------------- | --------------------------------------------------------------------- | --------------------------------------------------------------------- | --------------------------------------------------------------------- | --------------------------------------------------------------------- | --------------------------------------------------------------------- | --------------------------------------------------------------------- | --------------------------------------------------------------------- | --------------------------------------------------------------------- | --------------------------------------------------------------------- | --------------------------------------------------------------------- | --------------------------------------------------------------------- | --------------------------------------------------------------------- |
| Maxima medie °C (°F)                                                  | 8.2 (46,8)                                                            | 10.9 (51,6)                                                           | 17.3 (63,1)                                                           | 23.2 (73,8)                                                           | 27.9 (82,2)                                                           | 31.2 (88,2)                                                           | 32.6 (90,7)                                                           | 31.9 (89,4)                                                           | 26.9 (80,4)                                                           | 22.1 (71,8)                                                           | 15.5 (59,9)                                                           | 10.4 (50,7)                                                           | 21,51 (70,71)                                                         |
| Media zilnică °C (°F)                                                 | 2.6 (36,7)                                                            | 5.3 (41,5)                                                            | 11.2 (52,2)                                                           | 16.8 (62,2)                                                           | 21.7 (71,1)                                                           | 25.6 (78,1)                                                           | 27.7 (81,9)                                                           | 26.8 (80,2)                                                           | 21.9 (71,4)                                                           | 16.5 (61,7)                                                           | 10.1 (50,2)                                                           | 4.5 (40,1)                                                            | 15,89 (60,61)                                                         |
| Minima medie °C (°F)                                                  | −1.4 (29,5)                                                           | 1.3 (34,3)                                                            | 6.4 (43,5)                                                            | 11.4 (52,5)                                                           | 16.5 (61,7)                                                           | 20.8 (69,4)                                                           | 23.8 (74,8)                                                           | 22.9 (73,2)                                                           | 18.2 (64,8)                                                           | 12.5 (54,5)                                                           | 6.3 (43,3)                                                            | 0.3 (32,5)                                                            | 11,58 (52,85)                                                         |
| Minima istorică °C (°F)                                               | −8.5 (16,7)                                                           | −8.5 (16,7)                                                           | −3.5 (25,7)                                                           | 0.2 (32,4)                                                            | 5.9 (42,6)                                                            | 13.6 (56,5)                                                           | 15.4 (59,7)                                                           | 15.5 (59,9)                                                           | 10.3 (50,5)                                                           | −0.3 (31,5)                                                           | −4.3 (24,3)                                                           | −12.2 (10)                                                            | −8,5 (16,7)                                                           |
| Precipitații mm (inches)                                              | 15.9 (0.626)                                                          | 16.6 (0.654)                                                          | 38.3 (1.508)                                                          | 53.2 (2.094)                                                          | 78.3 (3.083)                                                          | 94.5 (3.72)                                                           | 155.1 (6.106)                                                         | 132.5 (5.217)                                                         | 97.7 (3.846)                                                          | 61.7 (2.429)                                                          | 33.1 (1.303)                                                          | 11.9 (0.469)                                                          | 788,8 (31,055)                                                        |
| Umiditate [%]                                                         | 65                                                                    | 64                                                                    | 63                                                                    | 65                                                                    | 63                                                                    | 66                                                                    | 75                                                                    | 77                                                                    | 75                                                                    | 72                                                                    | 71                                                                    | 65                                                                    | 68,4                                                                  |
| Nr. de zile cu precipitații (≥ 0.1 mm)                                | 5.0                                                                   | 5.4                                                                   | 7.7                                                                   | 8.7                                                                   | 9.6                                                                   | 9.4                                                                   | 12.7                                                                  | 12.2                                                                  | 10.8                                                                  | 9.5                                                                   | 6.7                                                                   | 4.9                                                                   | 102,6                                                                 |
| Nr. mediu de zile cu ninsoare                                         | 4.3                                                                   | 3.1                                                                   | 1.0                                                                   | 0.1                                                                   | 0                                                                     | 0                                                                     | 0                                                                     | 0                                                                     | 0                                                                     | 0                                                                     | 0.7                                                                   | 2.2                                                                   | 11,4                                                                  |
| Ore însorite                                                          | 109.2                                                                 | 106.7                                                                 | 140.5                                                                 | 169.5                                                                 | 175.3                                                                 | 167.5                                                                 | 165.3                                                                 | 165.9                                                                 | 135.9                                                                 | 131.1                                                                 | 124.8                                                                 | 123.7                                                                 | 1.715,4                                                               |
| Sursă: China Meteorological Administration⁠(d)                         |                                                                       |                                                                       |                                                                       |                                                                       |                                                                       |                                                                       |                                                                       |                                                                       |                                                                       |                                                                       |                                                                       |                                                                       |                                                                       |

## Diviziuni administrative
Xichuan are 2 subdistricte⁠(d), 11 orașe și 4 municipii:
Subdistricte

- Subdistrictul Longcheng (龙城街道), subdistrictul Shangsheng (商圣街道)

Orașe

- Jingziguan⁠(d) (荆紫关镇), Laocheng (老城镇), Xianghua⁠(d) (香花镇), Houpo (厚坡镇), Jiuchong⁠(d) (九重镇), Shengwan (盛湾镇), Jinhe (金河镇), Siwan⁠(d) (寺湾镇), Cangfang (仓房镇), Shangji (上集镇), Madeng (马蹬镇)

Municipii

- Municipiul Xihuang (西簧乡), Municipiul Maotang (毛堂乡), Municipiul Dashiqiao (大石桥乡), Municipiul Taohe (滔河乡)

## Oameni notabili
- Fan Li⁠(d), politicianul și economistul țării la sfârșitul perioadei de primăvară și toamnă.
- Fan Ye, celebru istoric și eseist din dinastia Song de Sud.
- Fan Zhen⁠(d), (aproximativ 450 de ani - 515 ani), filozof materialist, ateu.
- Faimosul poet Chou Meng-tieh⁠(d) s-a născut în comitatul Xichuan în 1921.